# Kallistik
Kallistik (von altgriechisch κάλλιστος kállistos „schönster, sehr schöner“ oder κάλλιστα kállista „am schönsten, sehr schön“) ist die Lehre, die sich ausschließlich mit den schönen Dingen beschäftigt. Hierbei bezeichnet „Dinge“ alles Wahrnehmbare, alles, was unsere Sinne bewegt.
Die Kallistik ist damit ein Teilgebiet der Ästhetik.